# Walid Eido
Walid Eido (Arabisch: وليد عيدو) (Beiroet, 2 april 1942 - Beiroet, 13 juni 2007) was een Libanese soennitische moslim en politicus, die sinds 2000 in het Libanese parlement was vertegenwoordigd.  

## Achtergrond
Hij rondde in 1966 zijn studie rechten aan de Franstalige Université Libanaise af en ging het jaar daarop als juridisch medewerker aan de slag. Na diverse functies op dit terrein te hebben bekleed, was hij eind jaren negentig openbaar aanklager van noordelijk Libanon en was hij alvorens hij zijn entree in de politiek maakte, president van het hof van beroep van Beiroet inzake strafzaken. Tijdens de Libanese Burgeroorlog (1975-1990) maakte hij deel uit van de soennitische Murabetoun-militie. 

## Parlement
In 2000 alsook in 2005 werd hij in het Libanese parlement verkozen. Hierin behoorde hij tot de Toekomstbeweging, de regeringspartij die wordt geleid door Saad Hariri, een zich anti-Syrisch opstellend meerderheidsblok in het parlement. Eido stond bekend als een tegenstander van de Syrische invloed in Libanon en van de Libanese president Émile Lahoud (deze wordt ervan verdacht pro-Syrisch te zijn), en was een bondgenoot van Rafik Hariri, de in 2005 vermoorde vader van Saad Hariri en ex-premier van Libanon. Hij behoorde tot de groep van zeventig Libanese parlementariërs die om een tribunaal van de Verenigde Naties hadden verzocht om de moordaanslag op Hariri te berechten.

## Bomaanslag
Walid Eido die gold als een verwoed zwemmer, werd op 65-jarige leeftijd het slachtoffer van een bomaanslag op zijn auto in de westelijke, soennitische wijk van Beiroet, vlak bij zijn favoriete sportclub aan het strand. Tezamen met hem kwamen zijn zoon, twee lijfwachten en zes omstanders om het leven. Voor hem werden de afgelopen twee jaar al zeven andere belangrijke anti-Syrische Libanezen door aanslagen om het leven gebracht, waaronder twee tot hetzelfde politieke blok als Edo behorend. De Toekomstbeweging beschikt nu nog maar over een meerderheid van drie zetels in het parlement.
Op 14 juni 2007 werd hij onder massale belangstelling begraven, onder meer zijn politieke leider Saad Hariri en Druzenleider Walid Jumblatt waren aanwezig. De Libanese regering had voor deze datum een dag van nationale rouw afgekondigd.
De Libanese premier Fouad Siniora organiseerde naar aanleiding van het gewelddadige overlijden van Edo een vergadering van de ministers van Buitenlandse Zaken van de Arabische wereld en deed een oproep aan de wereld om Libanon bij te staan bij het vinden van de daders.